# 格洛弗山
76°41′S 161°40′E / 76.683°S 161.667°E
格洛弗山（英語：Glover Hills）是南極洲的山峰，位於維多利亞地的斯科特海岸，屬於康沃伊山脈的一部分，分隔阿特卡冰川和巴克斯特冰川，現時由南極條約體系管理。